# Кукушки-подорожники
Кукушки-подорожники (лат. Geococcyx) — род птиц из семейства кукушковых (Cuculidae). В состав рода включают два вида, обитающих на юго-западе и юге центральной части США и Мексики, обычно в пустыне.

## Описание
Длина тела калифорнийской кукушки-подорожника (Geococcyx californianus) — до 61 см, малой кукушки-подорожника (Geococcyx velox) — 48 см, достигают массы 230—540 грамм. Это большие и стройные птицы с длинными и сильными ногами и широким хвостом. Крылья короткие и округлые. Птицы передвигаются большей частью по земле, избегая долгих полётов. Могут развивать скорость до 42 км/ч и обычно использует эти качества, чтобы спастись от хищников.

## Питание
Всеядны. Питаются насекомыми, пресмыкающимися, мелкими млекопитающими и плодами, например, опунций. Является единственным хищником на ос-убийц  и 
птицеедов.

## Поведение
Обычно живут поодиночке  или парами. Гнездящиеся пары моногамны и остаются вместе на всю жизнь. Период размножения длится с весны до середины лета (в зависимости от географического расположения и вида). Не являются гнездовыми паразитами. О потомстве заботятся обе родительские птицы.

## Размножение
Гнездо строится из веточек и иногда может содержать листья, перья, змеиную кожу или навоз. Обычно его помещают на 1–3 метра над землёй на невысоком дереве, кустарнике или кактусе. Яйца этих кукушек обычно белые. Более крупные особи обычно откладывает 2–6 яиц на кладку. Оба пола насиживают гнездо (самцы насиживают гнездо ночью) и кормят птенцов. В течение первых 1-2 недель после вылупления птенцов один родитель остаётся в гнезде. Птенцы покидают гнездо в возрасте двух-трех недель, а несколько дней после этого собираются вместе с родителями.